# Anell de l'Unicorn
L'anell de l'Unicorn és un filament llarg i complex d'estrelles que s'embolica al voltant de la Via Làctia tres vegades. Es proposa que consisteixi en un corrent estel·lar arrencat de la Nana del Ca Major per forces de marea com a part del procés de fusió amb la Via Làctia durant un període de milers de milions d'anys, encara que aquesta visió ha estat disputada durant molt de temps. L'anell conté 100 milions de masses solars i té una longitud de 200.000 anys llum.

## Descoberta
El flux d'estrelles es va informar per primera vegada l'any 2002 pels astrònoms que realitzen l'Sloan Digital Sky Survey. Va ser en el curs de la investigació d'aquest anell d'estrelles i un grup molt espaiat de cúmuls globulars similars als associats amb la Galàxia de la Nana El·líptica de Sagitari, que es va descobrir la Galàxia Nana del Ca Major.

## Disputa
El 2006, un estudi amb dades de 2MASS posa en dubte la naturalesa de l'«Anell», argumentant que les dades suggereixen que l'anell forma part del disc galàctic deformat de la Via Làctia. Tanmateix, les observacions que utilitzen el Telescopi anglo-australià publicades el 2007 suggereixen que un disc corbat no pot crear l'estructura observada, que per tant ha d'estar formada per un centelleig del disc galàctic o tenir un origen extragalàctic.
Diversos membres de la comunitat científica recentment van reafirmar la seva posició afirmant que l'estructura de l'Unicorn no és més que una densitat més produïda pel disc gruixut i deformat de la Via Làctia.
L'any 2015, un estudi d'un equip internacional de científics va suggerir, després de classificar i filtrar dades galàctiques de l'Sloan Digital Sky Survey, que la Via Làctia és en realitat un 50 per cent més gran del que es pensava anteriorment. Va resultar que el disc de la Via Làctia no era només un disc d'estrelles en un pla, sinó que estava ondulat. A mesura que s'irradia cap a fora des del Sol, sembla haver almenys quatre ondulacions en el disc de la Via Làctia. Els científics suposen que aquest patró es trobarà a tot el disc.
Una forma de pensar sobre això és imaginar estar a l'oceà quan les ones són molt altes o es troben en terrenys accidentats. El proper augment de les onades o turons bloqueja la vista del que hi ha més enllà. De la mateixa manera, el pròxim augment de l'estructura galàctica bloqueja la visió del que queda més enllà, que aparentment és una part significativa del disc galàctic. Basat en la distància de l'Anell de l'Unicorn, el diàmetre de la Via Làctia augmenta de 100.000 a 120.000 anys llum a uns 150.000-180.000 anys llum de distància. En aquest paradigma revisat, en lloc de situar-se en dos terços del radi de la galàxia, el sistema solar es troba a mig camí entre el nucli i la vora.
S'han utilitzat simulacions N-cossos per investigar la possible ubicació del progenitor d'aquesta estructura i aquests càlculs mostren que, si l'Anell té un progenitor de la galàxia nana, es podria trobar al fons d'una de cada vuit àrees específiques del cel. Una anàlisi posterior, que va emprar les dades de Gaia DR2,va trobar una distribució gaussiana bimodal cap a les coordenades galàctiques (271, +2) de Vela, que és una de les ubicacions del progenitor proposades en l'estudi anterior. Aquesta troballa pot indicar la presència del progenitor de l'anell de l'Unicorn, però els autors indiquen que també pot ser compatible amb l'existència d'una estructura cinemàticament coherent no relacionada.